# Arlindo Vicente
 Arlindo Augusto Pires Vicente  (Troviscal, Oliveira do Bairro, 5 de março de 1906 — Pena, Lisboa, 24 de novembro de 1977) foi um advogado e pintor português. Personalidade multifacetada, advogado, pintor autodidata, militante antifascista e declarado opositor ao Regime do Estado Novo, Arlindo Vicente destaca-se de modo particular no panorama político e cultural português entre as décadas de 1930 e 1950. Pertence à segunda geração de pintores modernistas portugueses.

## Biografia
Nasceu no dia 5 de Março de 1906, no concelho de Oliveira do Bairro no Troviscal. Era filho de Manuel António dos Santos Vicente, também natural de Troviscal, e Amélia da Silva Pires, natural de Anadia (freguesia de Vilarinho).

Retrato de João Gaspar Simões, carvão sobre papel, 62,5 x 50 cm

Frequenta o ensino secundário em Aveiro. Em 1926 matricula-se na Faculdade de Medicina da Universidade de Coimbra, curso que abandona. Frequenta o curso de Direito na Universidade de Lisboa, terminando essa licenciatura em Coimbra (1932).
Embora sem formação específica na área, irá dedicar-se ao campo das artes, sendo autor de uma obra significativa de desenho e pintura. Em 1927 participa na organização do 1.º Salão de Arte dos Estudantes da Universidade de Coimbra. Participa no 1º e no 2º Salão dos Independentes (SNBA, Lisboa, 1930 e 1931), na Exposição dos Artistas Modernos Independentes (Casa Quintão, Chiado, Lisboa, 1936), em quase todas as Exposições Gerais de Artes Plásticas (exceto 1954 e 1955), ou em Salões da Sociedade Nacional de Belas Artes (onde desempenha cargos diretivos). Colabora nas revistas Presença, Bandarra e Acção.
A 26 de dezembro de 1929, casou em Anadia com Adélia Marques Araújo.
A sua oposição ao regime do Estado Novo coloca-o desde cedo em rota de colisão com o poder político. Ao longo das décadas de 1930 e 1940 dedica-se quase em exclusivo à advocacia, destacando-se na defesa de vários democratas e antifascistas perante os tribunais da ditadura. No período de maior dinamismo do Movimento de Unidade Democrática (MUD), Arlindo Vicente participa na luta antifascista; contribui ativamente para a candidatura do professor Ruy Luís Gomes à Presidência da República (1951). Em 1957, integra a lista da Oposição Democrática à Assembleia Nacional e, em 1958, disputa a campanha nas eleições para a Presidência da República, desistindo da candidatura a favor de Humberto Delgado. Em 1961 é detido sob acusação de atos subversivos, sendo condenado a 20 meses de prisão correcional e 5 anos de inibição de direitos políticos.
Em 1970, Arlindo Vicente decide trocar a advocacia pela pintura e, nesse mesmo ano, realiza a primeira exposição individual na SNBA; quatro anos mais tarde ali volta a expor 70 obras.
Morreu a 24 de novembro de 1977, vítima de insuficiência coronária aguda, na freguesia da Pena, em Lisboa. Foi sepultado no Cemitério dos Prazeres.

## Reconhecimento
A 24 de setembro de 1983, foi agraciado, a título póstumo, com o grau de Grande-Oficial da Ordem da Liberdade.
Encontra-se representado com a obra "Os Ciganos" (1974),no Museu da Fundação Dionísio Pinheiro e Alice Cardoso Pinheiro, em Águeda. 